# Macintosh 512K
De Macintosh 512K is een personal computer die is ontworpen, gefabriceerd en verkocht door Apple Computer, Inc. van september 1984 tot april 1986. Het is de eerste update van de originele Macintosh 128K. Het was vrijwel identiek aan de vorige Macintosh, voornamelijk verschillend in de hoeveelheid ingebouwd RAM-geheugen. Het verhoogde geheugen maakte de Macintosh tot een computer met meer mogelijkheden voor bedrijven en zorgde voor de mogelijkheid om meer software te gebruiken.
De Macintosh 512K is oorspronkelijk geleverd met Macintosh System 1.1, maar kon alle versies van Mac OS uitvoeren tot en met Systeem 4.1. Het werd vervangen door de Macintosh 512Ke en de Macintosh Plus. Alle support voor de Mac 512K stopte vanaf 1 september 1998.

## Kenmerken

### Processor en geheugen
Net als de 128K Macintosh ervoor, bevat de 512K een Motorola 68000 aangesloten op een 512 kB DRAM door een 16-bits databus. Hoewel het geheugen was verviervoudigd, kon deze niet worden geüpgraded. Door de grote toename van het geheugen kreeg het de bijnaam Fat Mac. Een 64 kB ROM-chip verhoogde het effectieve geheugen tot 576 kB, maar dit werd gecompenseerd door de 22 kB framebuffer van het scherm, dat werd gedeeld met de DMA-videocontroller. Hierdoor verminderde de CPU-prestaties met tot wel 35%. Doordat de Macintosh 512K hetzelfde geüpgradede moederbord gebruikte als de Macintosh 128K (voorheen gewoon Macintosh genoemd, werd de productie gestroomlijnd. De resolutie van het scherm was gelijk, namelijk 512x342.
Apple verkocht een geheugenupgrade voor de Macintosh 128K voor $ 995.

### Software
De applicaties MacPaint en MacWrite waren nog steeds gebundeld met de Mac. Kort nadat dit model werd uitgebracht, kwamen er nog een aantal andere applicaties beschikbaar, waaronder MacDraw, MacProject, Macintosh Pascal en anderen. In het bijzonder vereiste Microsoft Excel, dat speciaal voor de Macintosh was geschreven, minimaal 512 kB RAM, maar daardoor werd Macintosh wel op de kaart gezet als een serieuze zakelijke computer. Modellen met de verbeterde ROM ondersteunden ook Apple's Switcher, waardoor coöperatieve multitasking mogelijk was tussen de (noodzakelijkerwijs weinige) applicaties.

### Nieuwe toepassingen
De LaserWriter-printer kwam beschikbaar kort na de introductie van de 512K, evenals het numerieke toetsenblok, microfoon, tablet, toetsenbord, muis, standaardmuis en nog veel meer. Het maakte gebruik van het ingebouwde netwerkschema LocalTalk van Apple dat het delen van apparaten tussen verschillende gebruikers mogelijk maakte. De 512K was de oudste Macintosh die AppleShare's ingebouwd bestandsdelingsnetwerk kon ondersteunen toen het in 1987 werd geïntroduceerd. Dankzij het uitgebreide geheugen in de 512K kon het grotere tekstverwerkingsdocumenten beter verwerken en beter gebruik maken van de grafische gebruikersinterface ten opzichte van het 128K-model. Daarnaast was de 512K ook sneller.

### Systeemsoftware
De originele 512K draaide op Macintosh-systeemsoftware tot en met versie 4.1; Systeemsoftware 5 was mogelijk indien gebruikt met de Hard Disk 20; Met de OEM 800 kB Drive- en ROM-upgradekit kon een Macintosh 512Ke draaien op een systeemsoftware tot en met versie System 6.0.8.

## Upgrades
Een verbeterde versie verving de Mac 512K in april 1986 en werd de Macintosh 512K enhanced (512Ke) genoemd. De verschillen ten opzichte van de originele 512K waren de verbeterde 800kB diskettedrive en verbeterde ROM, namelijk dezelfde als die van de Macintosh Plus. Met uitzondering van het nieuwe modelnummer (M0001E) waren de 512K en de 512Ke cosmetisch identiek. De oude 512K kon ook een diskettedrive van 800 kB gebruiken, evenals de Hard Disk 20 (welke de eerste door Apple vervaardigde harde schijf dat exclusief voor gebruik met de 512K was) maar dit vereiste een speciaal systeembestand (dit was dus niet vereist voor de 512Ke). Dit systeem bestand maakte het mogelijk dat de verbeterde ROM-code in RAM laadde, waardoor de hoeveelheid beschikbare RAM voor andere zaken werd verminderd. Apple bood een upgradekit aan die het diskettestation en ROM's in feite in een 512Ke veranderde. Een verdere OEM-upgrade verving het moederbord en de achterbehuizing volledig met die van de Macintosh Plus.
Net als bij de originele Macintosh, werd de 512K ontworpen zonder sloten voor upgrade-kaarten en het had geen harde schijf-controller, dus de paar interne upgrades die beschikbaar waren voor de 512K, zoals General Computer's $2795 Hyperdrive harde schijf, moesten direct worden aangesloten in de 68000 processorsocket. Andere dergelijke upgrades waren "snap-on" SCSI-kaarten en RAM-upgrades van 2 MB of meer.